# ペトロニラ・ファン・サクセン
ペトロニラ・ファン・サクセン（オランダ語: Petronilla van Saksen, 1082年頃 – 1144年3月23日）またはペトロニーユ・ド・ロレーヌ（Pétronille de Lorraine）は、ホラント伯フロリス2世の妃。息子ディルク6世の幼少期は摂政（在位: 1121年 - 1129年）をつとめた。ロレーヌ公ティエリー2世とヘートヴィヒ・フォン・フォルムバッハの娘である。母ヘートヴィヒは最初にズップリンブルク伯ゲープハルトと結婚し、皇帝ロタール3世を産み、ゲープハルトの死後にティエリー2世と結婚した。

## 生涯
母方の祖母と同じくゲルトルートと名付けられたが、1100年もしくは1108年もしくは1113年にフロリス2世に嫁いだ後にペトロニラと改名した。
1121年にフロリス2世が死去すると、ペトロニラは幼い息子ディルク6世の野心的で強権的な摂政として剛腕をふるった。1123年から1125年にかけて、彼女は異父兄のロタール3世に軍事援助を行い、彼の神聖ローマ皇帝ハインリヒ5世からの自立およびドイツ王即位を後押しした。1119年にフランドル伯ボードゥアン7世が死去すると、ペトロニラはディルク6世のフランドル伯位獲得の試みを支援するが、これは失敗に終わりシャルル1世がフランドル伯を継承した。
1129年にディルク6世が成人したことでペトロニラの摂政期間は終了したが、同時代のエグモントの年代記によれば、彼女は1133年まで事実上の摂政として実権を握っていたという。1129年以降、ディルク6世とその弟フロリス・デ・ズウォルテの権力闘争において後者を推したが、1131年に手を引いた。
1133年、ペトロニラはレインスブルク修道院を建て、ここに引退した。1144年に死去し、同修道院に埋葬された。

## 息子
フロリス2世との間に2人の息子をもうけた。
- ディルク6世（1115年頃 – 1157年）
- フロリス（? - 1132年）